# You Shook Me All Night Long
〈You Sook Me All Night Long〉은 호주의 하드 록 밴드 AC/DC가 음반 《Back in Black》에 수록한 곡이다. 이 곡은 그들의 후기 음반 《Who Made Who》에도 다시 등장했다. AC/DC는 1980년 2월 알코올 중독으로 사망한 본 스콧을 대신해 브라이언 존슨이 리드 싱어로 참여한 첫 싱글이다. 1980년 미국의 빌보드 핫 100 차트에서 35위에 올랐다. 이 싱글은 음반 《Who Made Who》의 발매에 이어 1986년 국제적으로 다시 발매되었다.
2018년 1월 트리플 M의 "오제스트 100"의 일환으로 역대 '가장 호주적인' 곡 중 〈You Shook Me All Night Long〉이 63위에 올랐다.

## 비평
〈You Shook Me All Night Long〉은 VH1의 "80년대 최고의 노래 100곡" 목록에서 10위에 올랐다. 또한 VH1의 "톱 10 AC/DC 노래"에서도 1위를 차지했다. 《기타 월드》는 〈You Shook Me All Night Long〉을 "100대 기타 솔로" 리스트에 80위에 올렸다.
록 비평가 로버트 크리스트가우는 이 곡을 "드럼 후크에 걸린 씨발곡"과 이 밴드의 "유일한 위대한 예술 작품"으로 여겼다.

## 구성
그 노래는 G장조의 핵심이다. 본절과 리프는 G-C-D 화음 진행을 따른다.

## 인증
| 국가                                                                                         | 인증        | 판매량/출하량 |
| -------------------------------------------------------------------------------------------- | ----------- | ------------- |
| 오스트레일리아 (ARIA)                                                                        | 플래티넘    | 70,000^       |
| 덴마크 (IFPI Danmark)                                                                        | 골드        | 45,000        |
| 프랑스 (SNEP)                                                                                | 골드        | 100,000       |
| 이탈리아 (FIMI)                                                                              | 골드        | 15,000*       |
| 멕시코 (AMPROFON)                                                                            | 2× 플래티넘 | 120,000       |
| 영국 (BPI)                                                                                   | 골드        | 400,000       |
| 미국 (RIAA) (Mastertone)                                                                     | 3× 플래티넘 | 3,000,000     |
| *판매량을 기반으로 한 인증 · ^출하량을 기반으로 한 인증 · 판매량+스트리밍을 기반으로 한 인증 |             |               |